# Barner (Adelsgeschlecht)

Wappen derer von Barner

Barner, auch: Bärner, Börner oder Berner ist der Name eines alten mecklenburgischen Adelsgeschlechts, das schon zu den Unterzeichnern der Union der Landstände von 1523 gehörte. Ein Zweig der Familie siedelte sich in Dänemark an. Eine Verwandtschaft mit dem hessisch-westfälischen Adelsgeschlecht derer von Barner besteht nicht.

## Geschichte
Als Stammvater der Familie wird der Ritter Heinrich Barner mit dem Barte genannt, der um 1194 am Hof Herzogs Heinrich des Löwen in Bayern gelebt haben und mit ihm nach Norddeutschland gekommen sein soll. Der Name ist wahrscheinlich aus dem Wort: barnen = brennen entstanden. Urkundlich erscheint das Geschlecht erstmals am 18. März 1302 mit dem Ritter Otto dictus Berner, mit dem auch die Stammreihe beginnt. Das Geschlecht ist als Besitzer von Koberow im Amt Güstrow im Jahre 1400 und von Bülow (bei Crivitz) seit 1590 nachweisbar. Die Familie erwarb danach in Mecklenburg weiteren bedeutenden Grundbesitz. Es entstanden die Häuser Bülow, Necheln und Wesselin mit großen Majoraten und Familienstiftungen.
Im Einschreibebuch des Klosters Dobbertin von 1696–1918 befinden sich 13 Eintragungen von Töchtern der Familie von Barner von 1770–1789 aus Bülow, Klein Görnow, Ganzkow, Groß Weltzien, Sülten und Trams zur Aufnahme in das dortige adelige Damenstift. Nach dem von 1491 an geführten Rechnungsbuch sind 1668–1692 vier Jungfrauen von Barner nach Zahlung von 100 Gulden ins Kloster gekommen. Von 1687–1691 war die 1649 ins Kloster gekommene Catharina von Barner als Domina die Vorsteherin des Dobbertiner Klosterkonvents. Margartha Elisabeth von Barner aus Groß Weltzien lebte 52 Jahre im Kloster Dobbertin, war Priorin und starb dort mit 93 Jahren.
Von Mecklenburg breitete sich die Familie nach Dänemark aus und wurde hier in Vedbygaard auf der Insel Seeland ansässig. Um die Mitte des 18. Jahrhunderts waren die von Barner auch in Pommern und in der Provinz Brandenburg begütert.
Mehrere Mitglieder des Geschlechts dienten in der dänischen, holländischen, österreichischen und hannoverschen Armee und seit Anfang des Siebenjährigen Krieges auch in der preußischen Armee. Christoph von Barner aus dem Hause Bülow wurde kaiserlicher Feldzeugmeister und erwarb sich 1683 bei der Belagerung von Wien große Verdienste. Ferdinand Albrecht von Barner befehligte die Braunschweiger Jäger, ein braunschweigisches Jäger-Regiment im Amerikanischen Unabhängigkeitskrieg.

### Besitzungen
- Sülten vor 1512–1760
- Bülow 1590–1945
- Hanstorf 1617–1738
- Klein Görnow seit vor 1628
- Badegow seit 1678/82
- Ganzkow 1688–1794

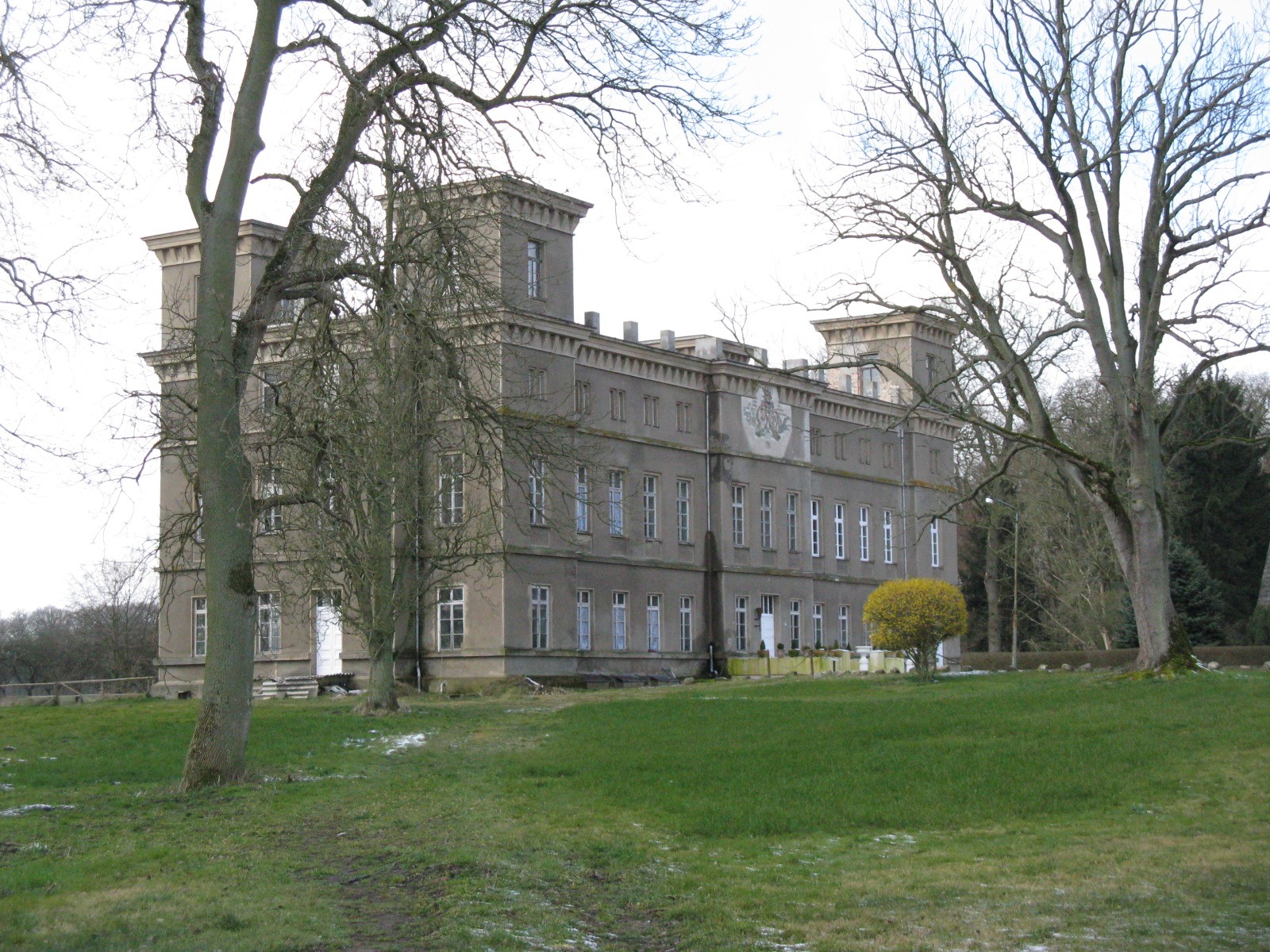
Herrenhaus Bülow

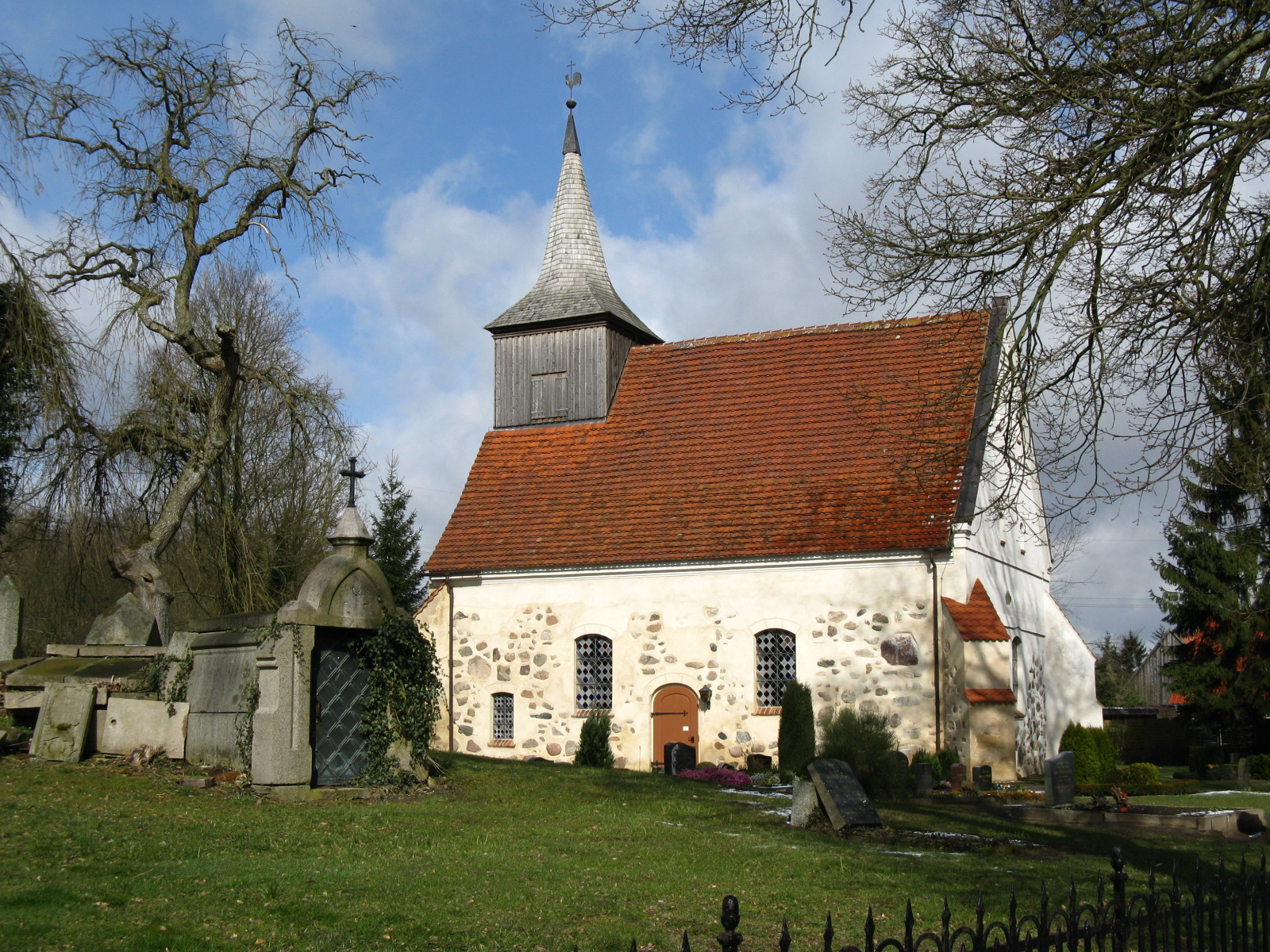
Familiengruft auf dem Kirchhof von Bülow

- Kucksdorf, teilweise pfandweise 1696–ca. 1770
- Groß und Klein Trebbow seit 1754
- Moltow seit 1754
- Trams 1754–1945
- Rützenfelde (Pommern) um die Mitte des 18. Jahrhunderts
- Stück („Barner Stück“) 1775–1945
- Jesendorf 1782–1840
- Kressin pfandweise 1784–1788
- 1789–1821 Rittergut Grochwitz, Brandenburg

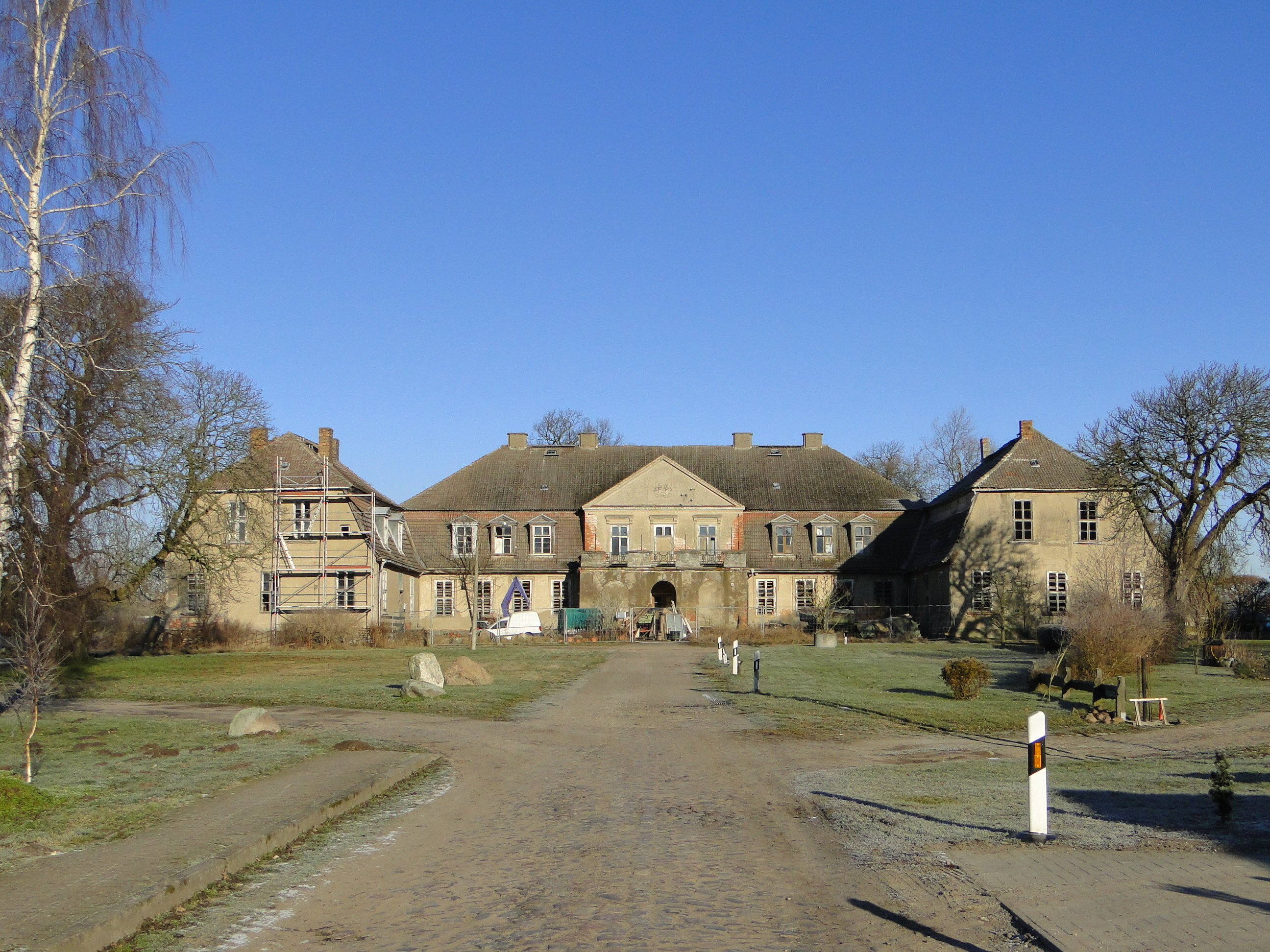
Ganzkow

## Wappen
Das Stammwappen zeigt in Blau einen aus dem linken Schildrand hervorgehenden geharnischten Rechtsarm, der in der bloßen Hand einen schwarzen Feuerbrand mir roter Flamme hält. Auf dem Helm mit blau-silbernen Decken drei Rennfähnlein an goldenen Schäften mit niederwärts stehenden Schwenkeln, von denen das mittlere rot, das rechte silber und das linke blau ist, auf einem oben runden, gezähnten blauen Schirmbrett mit scheibenartiger silberner Aussparung (oder silbernen Buckel) an der Basis.
Eine Wappenverbesserung von 1683 durch Kaiser Leopold I. an den kaiserlichen Feldzeugmeister Freiherrn Christoph von Barner verliehen, zeigt in blauem Felde ein am linken Schildesrand aus natürlichen Wolken hervorkommenden silberngeharnischten Arm, der in der nackten Hand etwas linksgeneigt eine schwarze goldenbrennende Fackel hält. Auf dem Helm eine schwarze goldenbrennende Granate, besteckt mit drei Fähnchen an goldenen Lanzen. Die linksstehende rote Fahne weht nach links, die beiden andern, blau und silbern, nach rechts. Helmdecken rechts silbern und blau, links silbern und rot. Der Helm wurde später gewöhnlich gekrönt geführt. Einige Familienzweige, so die Häuser Necheln und Wesselin (Weselin), führen statt der Granate ein rotes Rad und vier Pfauenfedern.

## Bekannte Familienmitglieder

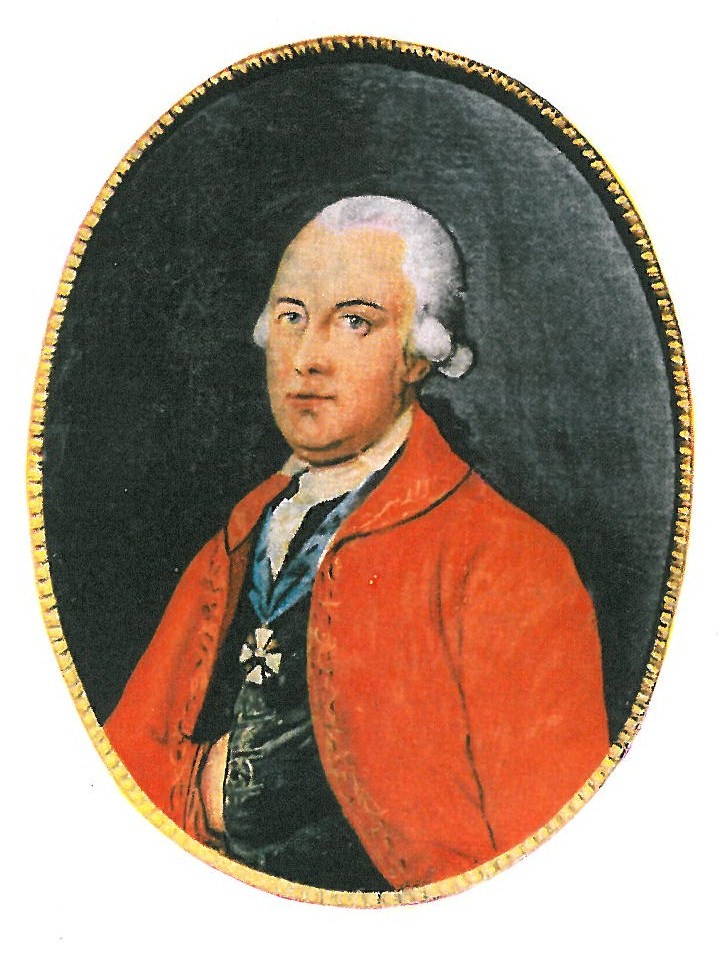
Heinrich Franz von Barner (1753–1780)

- Claus von Barner, Obrist, gefallen am 21. September 1553 in der Schlacht bei Sievershausen
- Joachim Friedrich von Barner († 1688), Oberst, begraben im Güstrower Dom
- Christoph von Barner (1633–1711), kaiserlicher Generalfeldzeugmeister
- Hans Albrecht von Barner (1666–1725), Generalleutnant[4]
- Magnus Friedrich von Barner auf Bülow, Rittmeister, 1691–1694 Provisor im Kloster Dobbertin, danach Klosterhauptmann.[5]
- Joachim Hartwig Johann von Barner (1699–1768), dänischer Amtmann, Stammvater der dänischen Linien
- Hellmuth Gotthardt Barner (1714–1775), dänischer Generalmajor
- Ferdinand Albrecht von Barner (1734–1797), braunschweigischer Offizier, 1776–1783 in Nordamerika, in der Schlacht von Bennington verwundet
- Levin Joachim von Barner (1747–1801) auf Trams, mecklenburgischer Gutsbesitzer und Hofmarschall
- Heinrich Franz von Barner (1753–1780), auf Klein Trebbow, Domherr zu Lübeck, dänischer Kammerherr
- Ulrich von Barner (1786–1846), preußischer Generalleutnant
- Heinrich Franz von Barner (Provisor) auf Klein Görnow, Major und 1821–1836 Provisor im Kloster Dobbertin, auf der Tafel zur Fertigstellung der Doppelturmanlage der Klosterkirche 1836 mit erwähnt.
- Friedrich von Barner (1821–1889), preußischer Generalmajor
- Carl Ulrich von Barner (1899–1978), bis 1945 letzter Besitzer von Klein Trebbow, 1939–1946 Ehemann von Tisa von der Schulenburg

### Gedruckte Quellen
- Mecklenburgisches Urkundenbuch (MUB)
- Mecklenburgische Jahrbücher (MJB)

### Ungedruckte Quellen
- Landeshauptarchiv Schwerin (LHAS)